# Коратские тайцы
Коратские тайцы (Khorat Thai или Korat Thai, тайск: ไทยโคราช) — народность Таиланда, названная так по району их расселения, провинции Накхонратчасима, которая неофициально называется «Корат». Коратские тайцы называют себя Tai Berng (ไทยเบิ้ง), Tai Derng (ไทยเดิ้ง), или Tai Korat (ไทยโคราช). Остальные тайцы называют их так же.
Есть несколько теорий о происхождении этнонима Tai Berng:
- Berng означает «некоторый, несколько». Коратские тайцы находились в составе нескольких королевств: Таиланда, Камбоджи и Лаоса. Таким образом их культура возникла в результате смешения нескольких соседних культур.
- название может происходить из часто употребляемого ими слова. Слово Berng характерно именно для коратских тайцев и употребляется ими весьма часто.

Коратские тайцы имеют свою собственные традиции и культуру, которая называется Коратской культурой и близка к культуре тайцев, населяющих центральную равнину. Однако, коратские тайцы используют некоторые свои уникальные слова, диалекты, детали одежды, у них свои собственные песни и верования, которые отличают их от остальных тайцев. Считается, что коратский диалект — нечто промежуточное между тайским и исанским (лаосским).

## Расселение
Всего в Таиланде насчитывается примерно 524 000 коратских тайцев. Они живут в Накхонратчасиме и окрестностях:
1. Провинция Накхонратчасима, кроме северной части.
2. Провинция Сарабури, район Wangmuang
3. Провинция Лопбури, районы Pattana Nikom, Chai Badal, Kok Samrong и Sra Bot
4. Провинция Петчабун, районы Srideph и Vichianburi
5. Провинция Чайяпхум, районы Chaturat и Bamnej Narong
6. Провинция Бурирам, районы Meung, Nang Rong, Laharn Sai, Nong Kee и Lam Plai Mart

## История
История коратских тайцев прослеживается примерно с эпохи королевства Айютайя, когда король Нарай приказал построить на востоке новый город, известный сейчас как Накхонратчасима. Коратские тайцы имели тесные связи с тайцами, и существует неподтвержденная версия, что коратские тайцы — потомки тайских солдат от кхмерских женщин.